# Tofiq Bəhramov
Tofiq Bəhram-oğlu Bəhramov (in russo Тофик Бахрам оглы Бахрамов?, Tofik Bachram ogly Bachramov; Baku, 29 gennaio 1926 – Baku, 12 ottobre 1993) è stato un calciatore, arbitro di calcio e dirigente sportivo sovietico, internazionalmente latinizzato come Tofik Bakhramov o Tofik Bachramov.

## Carriera
Proveniente dalla repubblica sovietica dell'Azerbaigian, Tofiq Bəhramov prestò servizio nell'Armata Rossa con il grado di sergente durante la Seconda guerra mondiale.
Tornato alla vita civile, la sua attività sportiva fu interrotta da un serio infortunio a una gamba, e a seguito di ciò intraprese la carriera arbitrale, divenendo internazionale nel 1964.
La fama di Bəhramov è legata alla finale del campionato del mondo 1966 che si svolse in Inghilterra. A quei tempi era uso comune, nelle manifestazioni internazionali, impiegare gli arbitri anche come guardalinee e il 30 luglio 1966, a dirigere a Wembley la finale Inghilterra — Germania Ovest fu designato l'arbitro svizzero Gottfried Dienst che si avvalse della collaborazione, quali guardalinee, del cecoslovacco Karol Galba e dello stesso Tofiq Bəhramov; all'undicesimo minuto del primo tempo supplementare, sul punteggio di 2-2, l'inglese Hurst tirò in porta, ma la palla colpì la faccia inferiore della traversa e rimbalzò in campo. L'azione fu molto veloce e l'arbitro Dienst non seppe decidere immediatamente se il tiro fosse effettivamente gol o meno, ragion per cui dovette chiedere il parere del suo assistente più vicino, che era proprio Bəhramov.
Dopo una discussione avvenuta a gesti, visto che Dienst e Bəhramov non avevano una lingua comune nella quale parlare, l'arbitro svizzero convalidò il goal. Alla fine l'Inghilterra vinse 4-2 e divenne campione del mondo. Il gol convalidato nel corso di quell'incontro fu discusso per anni, tanto che da allora si parlò di gol fantasma. Secondo gli inglesi, la decisione del guardalinee sovietico (sebbene i giornali d'Oltremanica parlassero impropriamente di guardalinee russo, ignari dell'etnia azera di Bəhramov) fu corretta, invece i tedeschi hanno sempre sostenuto che questi fece un grosso errore. I tedeschi, infatti, richiamarono l'attenzione sul fatto che la palla, battendo a terra, aveva sollevato polvere di gesso, segno evidente del rimbalzo sulla linea di porta e, quindi dell'impossibilità di avere attraversato tale linea completamente (condizione necessaria perché si possa parlare di gol segnato).
Uno studio del 1995 a cura dell'Università di Oxford fece finalmente luce sulla questione: con l'aiuto del computer e di tecnologie di visualizzazione più avanzate, fu possibile appurare che la palla, in effetti, non attraversò mai la linea di porta. In una sua autobiografia, Bəhramov disse di aver sempre creduto che la palla non fosse tornata in campo rimbalzando dalla faccia inferiore della traversa, bensì dalla rete, per cui non aveva importanza il fatto che essa avesse successivamente battuto sulla linea di porta, essendo - per lui - già entrata in precedenza.
In carriera diresse una partita anche al campionato mondiale in Messico nel 1970, la finale di Coppa UEFA 1971-72 tra Tottenham e Wolverhampton e, a seguire, la gara d'andata della Coppa Intercontinentale 1972 tra Ajax e Independiente. Dopo il termine della carriera arbitrale Bəhramov ebbe vari incarichi nella federcalcio dell'URSS e, prima della morte avvenuta nel 1993, fu anche segretario generale della federazione calcistica dell'Azerbaigian.

### Cultura di massa
Nel 2004 gli fu intitolato lo stadio nazionale di Baku, la capitale dell'Azerbaigian, che divenne così lo stadio Tofiq Bəhramov. La cerimonia di inaugurazione, durante la quale fu anche scoperta una statua raffigurante lo stesso Bəhramov, avvenne prima dell'incontro Azerbaigian - Inghilterra, valido per la qualificazione al campionato del mondo 2006. Alla cerimonia presenziarono il presidente della FIFA Joseph Blatter e i calciatori Michel Platini e lo stesso Geoff Hurst, beneficiato dalla decisione di Bəhramov di 38 anni prima.